# Plestiodon parviauriculatus
Espèce
Synonymes
- Eumeces parviauriculatus Taylor, 1933

Statut de conservation UICN

 DD  : Données insuffisantes
Plestiodon parviauriculatus est une espèce de sauriens de la famille des Scincidae.

## Répartition

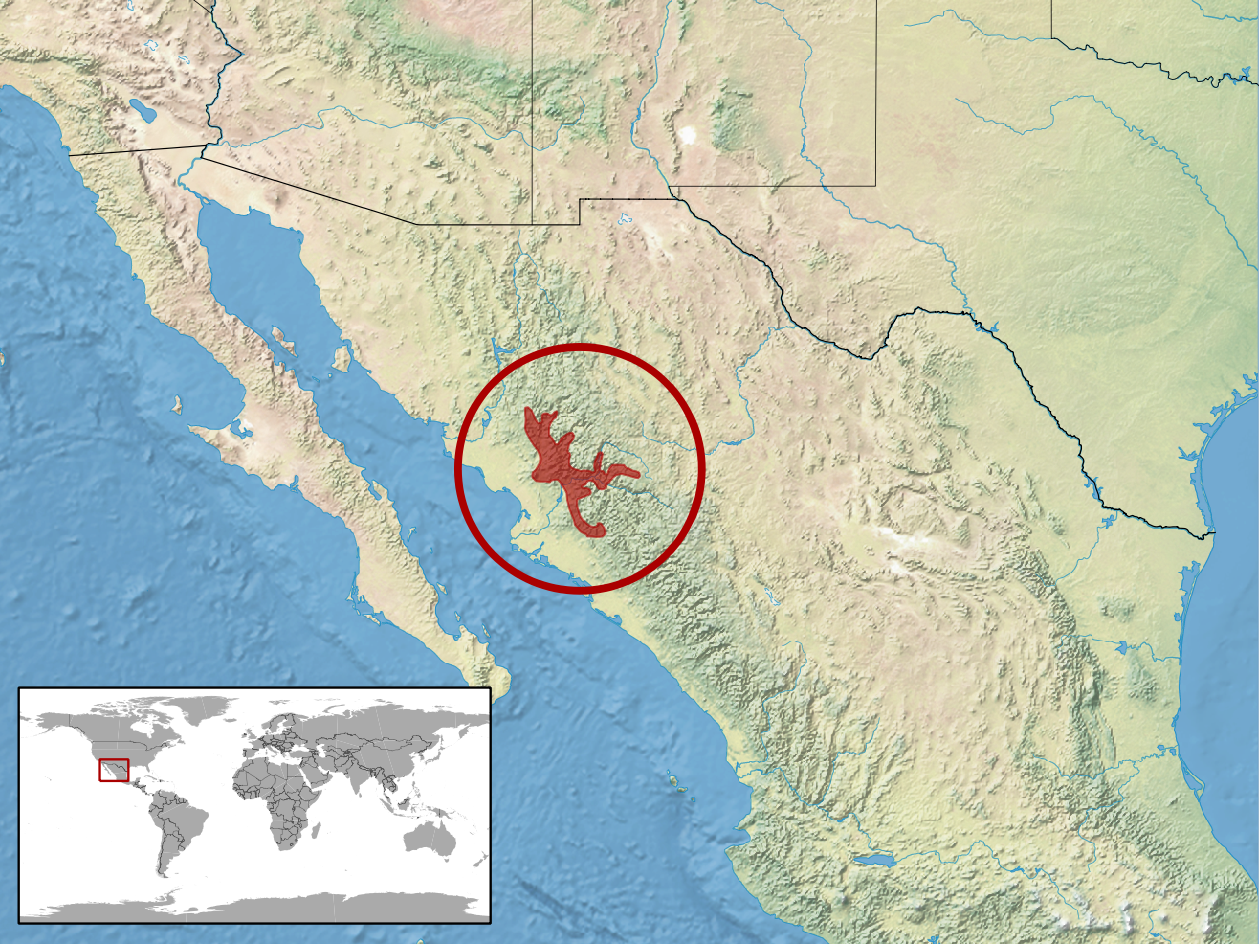
Répartition de l'espèce.

Cette espèce est endémique du Mexique. Elle se rencontre dans le Sonora, dans l'ouest du Chihuahua et dans le Sinaloa.

## Publication originale
- Taylor, 1933 : New species of skinks from Mexico. Proceedings of the Biological Society of Washington, vol. 46, p. 175-182 (texte intégral).